# DREAMING MONSTER
DREAMING MONSTER（ドリーミングモンスター）は、日本の女性アイドルグループである。
メンバー全員が20歳以上の大人系アイドルユニットとして、「夢の続きをもう一度」をコンセプトに『何かを始めることはいくつになっても遅くはない』を体現していく、王道系アイドルグループである。略称は「ドリモン」。

## 概要
2015年1月にTWIN PLANETが発表した、元SKE48加藤智子と共に活動するアイドルグループのメンバーを選ぶ「20歳以上限定 大人アイドルオーディション」により結成されたグループである。総勢600名の応募者から最終的に6名が合格し、加藤智子を加えた7名で2015年7月22日に活動を開始した。

## メンバー
- 2期生以降の活動期間の開始日はオーディションの合格、または加入が発表された日付を基準に記載している

| 名前        | よみ            | 愛称                | 生年月日（年齢）       | カラー   | 加入期              | 活動期間                                      | 備考 |
| ----------- | --------------- | ------------------- | ---------------------- | -------- | ------------------- | --------------------------------------------- | --- |
| 松本 優子   | まつもと ゆうこ | ゆうちゃん          | 1989年5月16日（36歳）  | 紫       | 1期生               | 2015年7月22日〜                               | |
| 手塚 穂奈美 | てづか ほなみ   | ほなみん            | 1992年11月11日（32歳） | オレンジ | 2期生 (2022年復帰） | 2015年10月29日〜2020年1月21日 2022年4月11日〜 | 2017年4月1日までは 黒色担当 その後1度目の卒業までは オレンジ色 担当復帰当初は 緑担当で2023年4月15日以降 オレンジ色担当 |
| 山口 れいな | やまぐち れいな | れいちゃん れちゃん | 1992年8月8日（32歳）   | 青       | 6期生               | 2021年10月3日〜                               | |
| 平山 莉央   | ひらやま りお   | りおちゃん          | 1994年2月26日（31歳）  | 黄       | 7期生               | 2022年11月24日〜                              | |
| 真崎 千波   | しんざき ちなみ | ちなてぃ            | 1994年9月16日（30歳）  | 緑       | 8期生               | 2023年3月27日〜                               | 元HIGH SPIRITS、PM3:58 2024年4月20日までは 水色担当                                                                    |
| 田代 菜摘   | たしろ なつみ   | なっちゃん          | 2002年6月24日（23歳）  | 赤       | 9期生               | 2024年3月8日〜                                | 元ピューロガールズ |
| 月島 綾音   | つきしま あやね | やねちゃん          | 1997年9月19日（27歳）  | 白       | 9期生               | 2024年3月8日〜                                | |
| 村田 美月   | むらた みづき   | みづき みぃちゃん   | 1997年6月6日（28歳）   | ピンク   | 9期生               | 2024年3月8日〜                                | 2025年4月5日まで白川みお名義で活動 同年4月6日より本名と実年齢（2001年生→1997年生）で活動                               |

### 旧メンバー
| 名前        | よみ            | 愛称              | 生年月日（年齢）       | カラー   | 加入期 | 活動期間                      | 備考                                                           |
| ----------- | --------------- | ----------------- | ---------------------- | -------- | ------ | ----------------------------- | -------------------------------------------------------------- |
| 加藤 智子   | かとう ともこ   | もこ              | 1987年4月28日（38歳）  | 白       | 1期生  | 2015年7月22日〜2015年12月1日  | 初代リーダー 元SKE48 2期生                                     |
| 櫻井 希     | さくらい のぞみ | のぞみん          |                        | ピンク   | 1期生  | 2015年7月22日〜2016年1月7日   |                                                                |
| 中山 安美   | なかやま あみ   | あみにゃん        | 1991年11月26日（33歳） | 赤       | 1期生  | 2015年7月22日〜2017年3月13日  |                                                                |
| 吉井 渚沙   | よしい なぎさ   | なぎっちょ なぎさ | 1994年6月6日（31歳）   | オレンジ | 1期生  | 2015年7月22日〜2017年3月28日  |                                                                |
| 田川 佳世子 | たがわ かよこ   | かよにゃん        | 1990年3月7日（35歳）   | ピンク   | 3期生  | 2017年3月27日〜2017年10月31日 |                                                                |
| 眞壁 小百合 | まかべ さゆり   | さゆりん          | 1991年11月11日（33歳） | 白       | 2期生  | 2015年10月29日〜2019年2月21日 |                                                                |
| 白崎 ほのか | しらさき ほのか | ほのちぃ          | 1992年3月18日（33歳）  | ピンク   | 4期生  | 2018年12月16日〜2019年10月1日 | 元SHAKE                                                        |
| 小村 稀亜羅 | こむら きあら   | きあらぶ          | 1999年9月16日（25歳）  | ピンク   | 5期生  | 2020年7月26日〜2021年2月3日   | 元Dela、アストレイアなど 卒業後Momograciを経てアルテミスの翼へ |
| 長田 杏奈   | おさだ あんな   | あんちゅ          | 1994年11月28日（30歳） | 赤       | 3期生  | 2017年3月27日〜2021年4月11日  |                                                                |
| 岡崎 ちなみ | おかざき ちなみ | ちゃみ            | 1992年5月28日（33歳）  | 青       | 4期生  | 2018年12月16日〜2021年6月13日 | 元AKB48 11期研究生                                             |
| 木下 沙央里 | きのした さおり | さおりーぬ りーぬ | 1990年3月23日（35歳）  | 緑       | 2期生  | 2015年10月29日〜2022年3月27日 |                                                                |
| 岡本 美月   | おかもと みづき | みづりん          | 1999年10月9日（25歳）  | オレンジ | 6期生  | 2021年10月3日〜2022年9月6日   |                                                                |
| 真城 まゆ   | ましろ まゆ     | まゆしぃ          | 1995年11月30日（29歳） | ピンク   | 6期生  | 2021年10月3日〜2022年9月6日   | 元MISS ME、YOANI 1年C組                                        |
| 水口 奈美   | みずぐち なみ   | 奈美ちゃん        | 1993年7月8日（32歳）   | 黄       | 1期生  | 2015年7月22日〜2022年9月23日  | リーダー                                                       |
| 藤方 彩乃   | ふじかた あやの | あやのっち 姫     | 1993年11月1日（31歳）  | 水       | 1期生  | 2015年7月22日〜2023年3月19日  |                                                                |
| 天宮 つばき | あまみや つばき | つーちゃん        | 1997年6月26日（28歳）  | ピンク   | 7期生  | 2022年11月24日〜2024年1月20日 | 卒業後HACKへ                                                   |
| 渡辺 萌々奈 | わたなべ ももな | ももちゃ          | 1998年2月2日（27歳）   | 赤       | 6期生  | 2021年10月3日〜2024年2月27日  |                                                                |
| 藤代 真里奈 | ふじしろ まりな | まりのすけ        | 1996年9月11日（28歳）  | 白       | 4期生  | 2018年12月16日〜2024年4月7日  |                                                                |

## 略歴

### 2015年
- 6月7日、TWIN PLANET「20歳以上限定 大人アイドルオーディション」の合格発表が Twin Box GARAGE（東京都）で行われ、櫻井希、中山安美、藤方彩乃、松本優子、水口奈美、吉井渚沙の6名が合格し、加藤智子を含めた7人での始動が決定する。この時はグループ名は公表されていなかった。
- 7月22日、原宿アストロホール（東京都）で『DREAMING MONSTER』のお披露目ライブが開催される[2]。
- 7月29日、初の遠征として、なんばHatch（大阪府）で行われたGAKUSEI RUNWAYのスペシャルLIVEに出演[3]。
- 12月1日、原宿アストロホールで行われた第1回定期公演にて、木下沙央里・手塚穂奈美・眞壁小百合の3名が2期生としてお披露目される。同時に、加藤智子が卒業。

### 2016年
- 1月7日、代アニLIVEステーション（東京都）で行われた第2回定期公演にて、櫻井希が体調不良を理由に活動辞退。
- 3月20日、代々木第一体育館（東京都）で行われた東京ガールズミュージックフェスティバルにオープニングアクトとして出演[4]。
- 5月31日、1stミニアルバム「YOUTHFUL DAYS」（A～Dの4種）をリリース[5]。
- 6月から7月にかけて、DREAMING MONSTER初となる全国LIVEハウスツアーを 東京・福岡・埼玉・千葉・北海道・大阪・愛知で実施。
- 7月20日、1stワンマンライブを新宿ReNY（東京都）で開催[6]。
- 8月6日、TOKYO IDOL FESTIVAL 2016に初出場。
- 8月15日～16日、初の海外遠征として台湾漫画博覧会（台湾・台北）に出演。
- 9月27日、1stシングル「ジャパニーズフォーシーズン！」（A～Dの4種）をリリースし、10月10日付オリコン週間シングルチャートで10位を獲得する[7]。

### 2017年
- 1月9日、吉井渚沙が就職を理由に3月下旬での卒業を発表。
- 2月13日、TSUTAYA O-EAST（東京都）にて2ndワンマンライブを開催し、800名を動員[8]。
- 2月25日、グループメンバー主演映画「夢の続きをもう一度」を公開（イオンシネマ板橋、イオンシネマ日の出、他）[9][10]。
- 3月13日、中山安美が活動辞退を発表。
- 3月27日、代々木ミューズ音楽院で行われた新メンバーオーディション合宿成果発表会にて、長田杏奈・田川佳世子の2名が加入することを発表。
- 3月28日、代アニライブステーションで行われた第43回定期公演をもって吉井渚沙が卒業。4月1日より手塚穂奈美の担当カラーを黒色から橙色に変更し、新メンバーは長田杏奈が赤色、田川佳世子が桃色となることを発表。
- 4月20日~21日、2回目の海外遠征として中国・広州で行われたIDOL FEVER LIVE 2017 Vol.03に出演。
- 6月2日、原宿アストロホールで行われた新体制お披露目ライブにて、3期生の長田・田川を含めた新7人体制をお披露目。このライブで20曲目となる新曲、『ココロに、雨。』を披露。
- 6月3日、メンバーが主演する映画『夢の続きをもう一度』のDVDを発売。
- 6月20日、この日の第52回定期公演をもって、1年半続いた週1回の定期公演が終了。また、2017年のツアー曲『Summer Travel』を披露。
- 6月24日から7月20日にかけて、2回目となる全国LIVEハウスツアーを 福岡・大阪・愛知・新潟・北海道・東京（公演順）で実施。
- 7月20日、この日行われたツアーファイナル公演にて、10月22日に3rdワンマンライブをマイナビBLITZ赤坂（東京都）で行うことを発表。また、2ndシングル『ココロに、雨。』をOTODAMA RECORDSより10月11日にリリースすすることを発表。初のメジャーリリースとなる。
- 8月4日・6日、TOKYO IDOL FESTIVAL 2017に出演。
- 10月11日、通算3枚目のリリースとなる2ndシングル『ココロに、雨。』を発売。
- 10月22日、マイナビBLITZ赤坂（東京都）にて3rdワンマンライブを開催。
- 10月31日、9月から休養していた田川佳世子が活動辞退を発表。

### 2018年
- 5月から6月にかけて、3回目となる全国LIVEハウスツアーを 福岡・大阪・愛知・東京・北海道（公演順）で実施。夢展望からツアー衣装の提供を受ける。
- 7月13日、EX THEATER ROPPONGI（東京都）にて4thワンマンライブを開催。
- 7月29日・8月1日、タイムバンクとのコラボイベントとして、アコースティックワンマンライブをブルースアレイジャパン（東京都）にて開催。
- 8月13日、武道館アイドル博2018～1000人のアイドルと遊ぼう！～（東京・日本武道館）に出演[11]。
- 8月、AbemaTV×カラオケの鉄人×週刊少年サンデーによる合同オーディション「極アツ★アイドル2018」にグループで参加[12]。
- 9月、2018年8月に開催されグループを代表して手塚穂奈美がエントリーしていた"週刊SPA!×TIF2018 「真夏のアイドル頂上決戦」"で優勝。週刊SPA!（10月2日号）にてメンバー全員で表紙を飾る[13]。
- 12月12日、KING RECORDSから3rdシングル「月夜歌」を発売。12/11付オリコンデイリーシングルチャートで11位を獲得。
- 12月16日、代アニLIVEBASE西麻布で行われた新メンバー公開オーディションにて、岡崎ちなみ・衛藤真里奈・白崎ほのかの3名が4期生として加入することを発表。なお、衛藤は藤代真里奈として活動すると発表された。

### 2019年
- 2月21日、新宿ReNYでの卒業公演を持って眞壁小百合が卒業。
- 3月12日、渋谷club asiaにて4期生を加えた新9人体制をお披露目。
- 5月4日、名古屋ReNY limitedにて名古屋1stワンマンライブを開催。
- 6月21日、東京国際フォーラムホールCにて5thワンマンライブを開催。
- 7月2日、白崎ほのかが事故による怪我のため、長期休養を発表。
- 10月1日、白崎ほのかが活動辞退。
- 12月4日、KING RECORDSより2ndメジャーシングル「太陽」をリリース。

### 2020年
- 1月21日、渋谷WWWXでの卒業公演をもって手塚穂奈美が卒業。
- 7月26日、LIVE PLANETの総合オーディションに合格した小村稀亜羅が、5期生として加入。
- 8月26日にZepp DiverCity Tokyoにて開催を予定していた6thワンマンライブは、新型コロナウィルス感染症の蔓延という社会情勢を受け無期限の延期となる。
- 11月24日、遠征中の交通事故の影響により、この日からグループ全体での長期休養を発表。

### 2021年
- 2月3日、休養中に小村稀亜羅が卒業を発表。
- 3月13日、一部メンバーにてライブ活動を再開。
- 4月11日、神田明神ホールでの卒業公演をもって長田杏奈が卒業。
- 6月13日、渋谷ストリームホールでの卒業公演をもって岡崎ちなみが卒業。
- 7月19日、代アニLIVEステーションで6周年記念公演（東京公演）を開催。
- 7月22日、東京以外では初となる6周年記念公演（名古屋公演）を名古屋ReNYlimitedで対バン形式にて開催。
- 10月3日、DREAMING MONSTER新メンバーオーディションの合格者が発表、6期生として「岡本 美月」「真城 まゆ」「山口 れいな」「渡辺 萌々奈」の4名の加入が発表される。
- 10月12日、藤代真里奈が盲腸の手術のためしばらくの間活動を休止することを発表[14]。
- 11月2日、藤代真里奈が公演MCと物販のみ活動復帰[15]。同月23日、体調の回復が思わしくないことから長期休養に入ることを発表[15]。
- 12月11日、6期生を含めた新体制での活動がスタート。

### 2022年
- 1月30日から、同事務所所属のHIGH SPIRITSとともに2マンLIVE HOUSEツアーを開催、名古屋・大阪・さいたま・柏・東京を回る。（なお、新型コロナウィルス感染症の影響により1月30日の公演は延期となったため、実際の開始日は2月5日の大阪公演となった）
- 3月27日、神田明神ホールでの生誕祭兼卒業公演をもって木下沙央里が卒業。
- 4月11日、元2期生の手塚穂奈美が新たに緑色担当として復帰。
- 6月13日、藤代真里奈が病気療養のため長期休養に入ることを発表[16]
- 6月27日、岡本美月が病気療養のため長期休養に入ることを発表
- 7月1日、真城まゆが病気療養のために長期休養に入ることを発表
- 8月6日、休養していた藤代真里奈がLIVEに復帰、先んじて7月31日に実施された水口奈美生誕祭ではMCのみ登壇
- 9月3日、神田明神ホールにて7周年記念公演を開催、新型コロナウィルス感染の影響により2か月遅れの開催となる。この日、2年半ぶりの新曲となる「恋のOne Two Step！」をお披露目
- 9月6日、長期休養が続いていた岡本美月・真城まゆの2名が活動を辞退することを発表
- 9月23日、新宿ReNY（東京都）で行われた卒業公演をもって水口奈美が卒業、この日から松本優子が3代目のリーダーに就任すること並びに新メンバーオーディションの開催を発表
- 10月15日、藤方彩乃が2022年度末をもって卒業することを発表[17]。
- 11月24日、7期生として天宮つばきと平山莉央の2名の加入を発表、お披露目は12月15日

### 2023年
- 3月27日、8期生として真崎千波が加入。4月10日に新メンバーとしてX(旧Twitter)に初投稿開始

### 2024年
- 1月20日、アキバステラキューブ（東京都）で行われた卒業公演をもって天宮つばきが卒業
- 3月8日、9期生として田代菜摘・月島綾音・白川みおの3名の加入が発表される[18]
- 4月7日、Veats SHIBUYA（東京都）で行われた卒業公演をもって藤代真里奈が卒業

### 2025年
- 1月13日、ワンマンライブをNAGOYA ReNY limited（愛知県名古屋市）で開催
- 1月18日・19日の2日間、台湾でライブ開催
- 5月7日、ワンマンライブをZeppDiverCity（東京都江東区）で開催
- 7月15日、10周年 Anniversary LiveをVeats SHIBUYA（東京都渋谷区）で開催
- 10月18日、ワンマンライブをBanana Hall（大阪市北区）で開催

## 作品
・メジャーシングルである「月夜歌」「太陽」の両シングルに収録されている曲は各種サブスクサービスで配信されている他、メジャーデビュー前の多くの楽曲がグループ公式Youtubeの動画にアップされている。

### シングル
1. ジャパニーズフォーシーズン！（2016年09月27日）
2. ココロに、雨。（2017年10月11日）
3. 月夜歌（2018年12月12日）
4. 太陽（2019年12月4日）

### アルバム
1. YOUTHFUL DAYS（2016年05月31日）
  - Top of the Tokyo（作詞：Shino 作曲：Shoji Yukinari）
  - Getta Chance（作詞：Mamimi 作曲：APPAZI）
  - Youthful days（作詞：Shoji Yukinari 作曲：Shoji Yukinari）
  - SHINE（作詞：Aki 作曲：SAIKI）
  - TIME（作詞：Rie 作曲：SAIKI）
  - We go（作詞：YUU for YOU 作曲：tsukasa）
  - Thank you（作詞：YUU for YOU 作曲：nav 編曲：hiroshi usami）
  - ORION（作詞：Rie 作曲：IMAKISASA）
  - Flying High!!（作詞：Yukihiro 作曲：SAIKI）

## 出演

### 映画
- 夢の続きをもう一度（2017年2月公開、監督：土田準平）[10]

DREAMING MONSTER全メンバーが出演するほか、日ごろから仲の良いアイドルも多数出演。
- ...and LOVE（2017年3月公開、監督：松田圭太、原作：杉原杏璃）[19]

グラビアアイドルとして活躍する杉原杏璃がグラビア界の裏側などを描いた自伝的小説を映画化したもの。DREAMING MONSTERからは、水口奈美と手塚穂奈美の2名が出演している。また、この映画の主題歌として、TM NETWORKの『Self Control』をDREAMING MONSTERがカバーしている。
- BACK STREET GIRLS -ゴクドルズ-（2019年2月公開、監督：原桂之介、原作：ジャスミン・ギュ）

週刊ヤングマガジンに連載されていた極道アイドル漫画の実写映画化。撮影当時の在籍メンバー全員が本人役で出演している。

### 地上波
- 超！アイドル戦線（2018年12月6日放映）

水口奈美、藤方彩乃、手塚穂奈美、長田杏奈が出演。

### ウェブテレビ
- 矢口真里の火曜The NIGHT（2018年8月22日[20]、10月10日、10月17日[21]、12月12日、AbemaTV）
- 極楽とんぼKAKERUTV（2018年11月15日、AbemaTV）[22]木下のみ